# Shari Headley
Shari Headley (New York, 15 luglio 1964) è un'attrice ed ex modella statunitense, conosciuta principalmente per aver interpretato la parte di Lisa McDowell nella commedia di successo del 1988 Il principe cerca moglie e nel suo seguito del 2021 Il principe cerca figlio al fianco di Eddie Murphy.

## Biografia
Headley è nata il 15 luglio 1964, nel Queens, a New York, negli Stati Uniti, la più giovane di quattro figli. Suo padre, Godfrey Headley (morto nel 1982), era un odontotecnico emigrato negli Stati Uniti da Trinidad quando aveva 16 anni, mentre sua madre, Sarah, era un segretario scolastico di Brooklyn.
Headley ha iniziato la sua carriera come modella dopo aver abbandonato il Queens College e firmato con la Ford Modeling Agency, facendo pubblicità per L'Oréal, Johnson & Johnson e Burger King. È apparsa anche in diverse riviste di moda come Glamour e Mademoiselle. Ha debuttato in un episodio della sitcom della NBC, I Robinson nel 1985. In seguito è apparsa in Miami Vice, Quantum Leap, e Matlock. Nel 1988 è stata lanciata sul grande schermo dal regista John Landis nel ruolo della protagonista femminile, al fianco di Eddie Murphy, della commedia romantica Il principe cerca moglie. Il film è stato un successo al botteghino incassando un totale a livello mondiale di 288.752.301 dollari, diventando presto un film di culto. L'anno successivo la Headley è apparsa al fianco di Louis Gossett Jr. nella serie drammatica della ABC, Gideon Oliver. Nello stesso anno, ha recitato nella serie televisiva Kojak.
Nel 1991 la Headley si è unita al cast della soap opera della ABC La valle dei pini, interpretando la poliziotta Mimi Reed regolarmente dal 1991 al 1994 per poi tornare nella serie nel 1995 e nel 2005. È stata guest star inoltre in New York Undercover, Walker Texas Ranger e Cosby. Nel 1996 interpreta un ruolo nel film commedia drammatica Uno sguardo dal cielo diretto da Penny Marshall. Nel 1997 ha ottenuto un ruolo di primo piano nella serie drammatica di breve durata della Fox, 413 Hope St. al fianco di Richard Roundtree, la serie è stata cancellata dopo solo dieci episodi, ma la Headley ha ricevuto una nomination ai NAACP Image Award come miglior attrice in un film drammatico per la sua interpretazione. Nel 1999 è apparsa inoltre nel videoclip di Wild Wild West di Will Smith.
Nei primi anni 2000 è tornata in televisione interpretando dei ruoli ricorrenti in Sentieri (2001-2002) e Beautiful (2004-2005). Nel 2004 è apparsa nel film commedia, Johnson Family Vacation nel ruolo della moglie del protagonista. Nel 2007 è apparsa nel film commedia-dramma Niente velo per Jasira. Ha anche avuto alcuni ruoli in Veronica Mars, Dr. House, Castle, e Switched at Birth - Al posto tuo. Nel 2014 entra a far parte del cast della soap opera in prima serata The Haves and the Have Nots diretta da Tyler Perry e mandata in onda sull'Oprah Winfrey Network, interpretando il procuratore distrettuale Jennifer Sallison, diventando un personaggio regolare dalla quarta stagione. Nel 2018 interpreta la parte della sig.ra Carter nel film Piccoli brividi 2 - I fantasmi di Halloween.

## Vita privata
È stata sposata col rapper e attore Christopher Martin dal maggio del 1993 fino al loro divorzio avvenuto nel giugno del 1995. Nel mese di aprile del 1994 Headley ha dato alla luce il loro unico figlio, Skyler Martin. Dopo il divorzio, Shari ha allevato suo figlio da sola come madre single. Nel 2001, due giudici di Long Island ordinarono a Christopher "Play" Martin di riprendere a pagare il mantenimento che doveva al figlio di allora 7 anni. A quel tempo, il rapper doveva 42.000 dollari in arretrati.
Shari Headley è anche una filantropa e ha partecipato attivamente a Saving Our Daughters, dove si è impegnata a prevenire gli abusi. Nel 2013, per il suo servizio di volontariato, ha ricevuto il President’s Volunteer Service Award dalle mani dell'ex presidente degli Stati Uniti, Barack Obama.

## Filmografia parziale

### Cinema
- Ehi... ci stai? (The Pick-up Artist), regia di James Toback (1987) (non accreditata)
- Il principe cerca moglie (Coming to America), regia di John Landis (1988)
- Uno sguardo dal cielo (The Preacher's Wife), regia di Penny Marshall (1996)
- Arrivano i Johnson (Johnson Family Vacation), regia di Christopher Erskin (2004)
- Niente velo per Jasira (Towelhead o Nothing Is Private) regia di Alan Ball (2007)
- Act Like You Love Me regia di Dan Garcia (2013)
- The Congregation, regia di J. Horton (2014)
- Ex-Free, regia di Troy Byer (2015)
- Piccoli brividi 2 - I fantasmi di Halloween (The Goosebumps 2: Haunted Halloween), regia di Ari Sandel (2018)
- Il principe cerca figlio (Coming 2 America), regia di Craig Brewer (2021)

### Televisione
- I Robinson (The Cosby Show) – serie TV, episodio 2x11 (1985)
- Miami Vice – serie TV, episodio 2x17 (1986)
- Gideon Oliver – serie TV, 5 episodi (1989)
- In viaggio nel tempo (Quantum Leap) - serie TV, episodio 2x18 (1990)
- Matlock – serie TV, episodio 5x10 (1990)
- La valle dei pini (All My Children) - soap opera (1991-1996, 2005)
- New York Undercover - serie TV, episodio 2x04 (1995)
- Cosby - serie TV, episodio 1x09 (1996)
- Walker Texas Ranger - serie TV, episodio 4x20 (1996)
- 413 Hope Street - serie TV, 10 episodi (1997)
- Getting Personal – serie TV, 1 episodio (1998)
- Love Boat - The Next Wave (The Love Boat: The Next Wave) – serie TV, episodio 1x01 (1998)
- Malcolm & Eddie – serie TV, 1 episodio (1998)
- Tris di cuori (For Your Love) - serie TV, episodio 2x06 (1998)
- The Wayans Bros. - serie TV, 2 episodi (1999)
- Sentieri (The Guiding Light) - soap opera (2001-2002)
- Half & Half - serie TV, episodio 2x10 (2003)
- Beautiful (The Bold and the Beautiful) - soap opera (2004-2005)
- One on One – serie TV, 1 episodio (2004)
- Dr. House - Medical Division (House M.D.) – serie TV, episodio 1x20 (2005)
- Veronica Mars – serie TV, episodio 1x13 (2005)
- Castle – serie TV, episodio 2x09 (2009)
- 10 cose che odio di te (10 Things I Hate About You) – serie TV, episodio 1x15 (2010)
- Love that girl – serie TV, 1 episodio (2014)
- The Haves and the Have Nots – serie TV, 47 episodi (2014)
- Switched at Birth - Al posto tuo (Switched at Birth) – serie TV, 2 episodi (2015)
- On Becoming a God (On Becoming a God in Central Florida) – serie TV, 10 episodi (2019)
- Star – serie TV, 2 episodi (2019)